# Карлос Мозер
Карлос Мозер (19. септембар 1960) бразилски је фудбалер.

## Каријера
Током каријере је играо за Фламенго, Бенфика, Олимпик Марсељ и многе друге клубове.

## Репрезентација
За репрезентацију Бразила дебитовао је 1983. године. Наступао је на Светском првенству (1990) с бразилском селекцијом. За тај тим је одиграо 32 утакмице.

## Статистика
| Бразил | Бразил  | Бразил |
| Година | Наступи | Голови |
| ------ | ------- | ------ |
| 1983.  | 9       | 0      |
| 1984.  | 3       | 0      |
| 1985.  | 6       | 0      |
| 1986.  | 5       | 0      |
| 1987.  | 0       | 0      |
| 1988.  | 0       | 0      |
| 1989.  | 2       | 0      |
| 1990.  | 4       | 0      |
| 1991.  | 0       | 0      |
| 1992.  | 1       | 0      |
| 1993.  | 1       | 0      |
| 1994.  | 1       | 0      |
| Укупно | 32      | 0      |